# Lauren Hadaway
Lauren Hadaway (* 25. August 1989) ist eine US-amerikanische Filmregisseurin und Drehbuchautorin.

## Leben
Lauren Hadaway stammt aus Red Oak, einer kleinen Stadt in Texas. Im Alter von 15 Jahren, nachdem sie Kill Bill gesehen hatte, beschloss sie Filmemacherin zu werden.
Sie schloss ihr Studium in Film & Media Studies an der Southern Methodist University Meadows School of the Arts in Dallas, wo sie Mitglied des Ruderteams war, im Jahr 2011 summa cum laude ab. Hadaway zog nach Los Angeles und arbeitete dort als Tonmeisterin, unter anderem für Filme wie The Hateful Eight von Quentin Tarantino, Selma von Ava DuVernay, Whiplash von Damien Chazelle und Pacific Rim von Guillermo del Toro.
Nach mehreren Jahren Tätigkeit in Hollywood wollte sie sich nach eigenen Aussagen neu orientieren und künftig das Schreiben und die Regie bei Filmen übernehmen. Sie durchlief 2018 das Outfest Screenwriting Lab Fellow und machte sich an ihr Regiedebüt Die Novizin, in das sie ihre eigenen Erfahrungen als Mitglied des Ruderteams während ihrer Studienzeit einfließen ließ. Der Film feierte im Juni 2021 beim Tribeca Film Festival seine Premiere, wo Hadaway für ihre Arbeit mit dem Founders Award ausgezeichnet wurde.
Im Frühjahr 2021 zog sie nach Paris. Hadaway bezeichnet sich selbst als queer.

## Filmografie
- 2011: I Become Gilgamesh (als Filmeditorin)
- 2014: Unbroken (Tonschnitt)
- 2016: All the Wrong Friends (als Filmeditorin)
- 2016: Row (Kurzfilm, Regie und Drehbuch)
- 2021: Die Novizin (The Novice, Regie und Drehbuch)

## Auszeichnungen
Festival des amerikanischen Films
- 2021: Nominierung im Hauptwettbewerb (Die Novizin)[7]

Tribeca Film Festival
- 2021: Auszeichnung mit dem Founders Award (Die Novizin)[8]